# Edna (album)
Edna è il primo album in studio del rapper britannico Headie One, pubblicato nel 2020. L'album ha raggiunto la vetta della classifica britannica.

## Tracce
1. Teach Me – 2:30
2. Psalm 35 – 2:40
3. Bumpy Ride (featuring M Huncho) – 2:21
4. Triple Science – 3:10
5. The Light – 3:31
6. Ain't It Different (featuring AJ Tracey & Stormzy) – 3:16
7. Mainstream – 2:10
8. Princess Cuts (featuring Young T & Bugsey) – 3:05
9. 21 Gun Salute (featuring Young Adz) – 3:31
10. Five Figures – 2:46
11. Hear No Evil (featuring Future) – 4:23
12. Breathing – 2:53
13. Only You Freestyle (with Drake) – 4:10
14. Try Me (featuring Skepta) – 3:13
15. F U Pay Me (featuring Ivorian Doll & Kenny Beats) – 2:44
16. Parlez-Vous Anglais (featuring Aitch) – 3:20
17. Everything Nice (featuring Haile) – 3:40
18. You/Me (featuring Mahalia) – 3:17
19. Therapy – 2:11
20. Cold (featuring Kaash Paige) – 4:38